# 肥前星賀中継局
肥前星賀中継局（ひぜんほしかちゅうけいきょく）は、佐賀県唐津市に置かれていたミニサテライト局である。

## 概要
- 中継局名：肥前星賀中継局
- 所在地：唐津市肥前町大字星賀字行田山乙593番地20号

## 歴史
- 1978年（昭和53年）5月19日 - 開局
- 2011年（平成23年）7月24日 - 24時の停波を以って廃局

## 送信施設概要

### 地上デジタルテレビ放送
| リモコンキーID | 放送局名 | 呼出符号 | 物理チャンネル | 空中線電力 | ERP | 放送対象地域 | 放送区域内世帯数 | 本放送開始日 |
| 非該当         |          |          |                |            |     |              |                  |              |

### アナログ放送
| 放送局名          | チャンネル | 空中線電力          | ERP                 | 放送対象地域 | 放送区域内世帯数 |
| NHK佐賀教育テレビ | 55ch       | 映像100mW /音声25mW | 映像160mW /音声40mW | 全国放送     | 約-世帯          |
| NHK佐賀総合テレビ | 57ch       | 映像100mW /音声25mW | 映像160mW /音声40mW | 佐賀県       | 約-世帯          |
| stsサガテレビ     | 53ch       | 映像100mW /音声25mW | 映像160mW /音声40mW | 佐賀県       | 約-世帯          |